# 謝爾巴季夫卡 (馬林區)
50°47′4″N 29°8′20″E / 50.78444°N 29.13889°E
謝爾巴季夫卡（烏克蘭語：Щербатівка），是烏克蘭北部的村莊，隸屬日托米爾州的科羅斯滕區。該村面積1.72平方公里，海拔高度158米，2001年人口310，人口密度每平方公里180.34人。